# TOI-1452 b
TOI-1452 b är en bekräftad superjord-exoplanet, möjligen en vattenvärld, som kretsar kring en röd-dvärgstjärna TOI-1452, i stjärnans beboeliga zon, cirka 100 ljusår bort i konstellationen Draco. Exoplaneten är cirka 70 % större än jorden och ungefär fem gånger så massiv.

## Upptäckt
TOI-1452 b upptäcktes av ett internationellt team lett av astronomer från Université de Montréal, med hjälp av data från NASA:s Transiting Exoplanet Survey Satellite ( TESS ). Upptäckten rapporterades första gången i juni 2022.